# Mai 2008

## 1ermai
- Coïncidence de la Fête du Travail et de l'Ascension : cela s'était produit pour la dernière fois en 1913.

## 12 mai
- Un tremblement de terre de magnitude 7,8 sur l'échelle de Richter frappe la province du Sichuan.

## 15 mai
- Orgyen Trinley Dorje, le 17e Karmapa se rendra aux États-Unis entre mai et juin 2008. Ce sera la première visite qu’il effectuera à l’étranger depuis son exil en Inde en 2000. Il se rendra à New York, Karma Triyana Dharmachakra, New Jersey, Boulder (Colorado) puis à Seattle (État de Washington)[1], [2].

## 16 mai
- Le 14e Dalaï Lama se rendra en Allemagne puis en Angleterre[3].

## 17 mai
- Trois jours après que le 14e Dalaï Lama l'a désigné officiellement comme Panchen Lama, le 17 mai 1995, Gendhun Choekyi Nyima, et ses parents sont portés disparus, et selon certaines sources ils sont toujours en détention en Chine[4]

## 20 mai
- Le Burj Khalifa est devenue la plus haute structure construite par l'homme.

## 21 mai
- Finale de la Ligue des champions de l'UEFA 2007-2008 au Stade Loujniki de Moscou, Russie, entre Manchester United et Chelsea avec une victoire finale de Manchester aux tirs au but.

## 24 mai
- Finale du Concours Eurovision de la chanson 2008 au Belgrade Arena de Belgrade, Serbie avec une victoire de la Russie avec la chanson interprétée par Dima Bilan.

## 25 mai
- Atterrissage sur Mars de la sonde spatiale Phoenix.

## 28 mai
- Pour la première fois en France un mariage est annulé par la justice car l'épouse avait caché sa non-virginité à son mari. Cette information a été rendue publique dans la presse. Voir Affaire de l'annulation d'un mariage pour erreur sur la virginité de l'épouse.
- Abolition de la monarchie et instauration de la république fédérale au Népal.

## Prévu
- Demi-finale et finale du Concours Eurovision de la chanson 2008 à la salle Belgrade Arena.

Historique des prix du pétrole de 1861 à 2007 en dollars constant ou courant. Le prix du baril de Brent a atteint en mai 2008 la moyenne de 122,80 dollars ; on parle de troisième choc pétrolier.